# 타마라 비코바
타마라 블라디미로프나 비코바(러시아어: Тамара Владимировна Быкова, 1958년 12월 21일 ~ )는 러시아의 전직 육상 선수로 소련을 대표했고 높이뛰기에서 활약했다. 그녀는 1983년 세계 선수권 대회에서 우승했고 1988년 올림픽에서 동메달을 획득했다.

## 인물 정보
비코바는 러시아 로스토프주 아조프에서 태어났다. 그녀는 1980년 모스크바 하계 올림픽때 1.88m 결승전에서 9위를 했다. 6주후 그녀는 소련 선수권 대회에서 1.97m를 뛰어서 우승했다.
비코바는 1983년 헬싱키 세계 선수권 대회에서 금메달을 획득했다. 비코바는 2.04m의 세계 신기록으로 정상에 나섰다.
1984년 6월에, 비코바는 2.05m의 간격으로 다시 한번 세계 기록을 세웠다. 이 기록은 불가리아의 류드밀라 안도노바가 7월에 2.07m를 뛰면서 겨우 한달동안 남아있었다. 비코바는 소련의 보이콧 때문에 1984년 로스앤젤레스 하계 올림픽에 출전하지 못했다.
비코바는 1987년 로마 세계 선수권 대회에서 2.04m의 간격으로 은메달을 획득했다. 그 대회에서 우승한 선수는 2.09m의 세계 신기록을 세운 불가리아의 스테프카 코스타디노바였다. 비코바는 1988년 서울 하계 올림픽때 1.99m 의 높이로 미국의 금메달리스트 루이스 리터와 은메달리스트 코스타디노바에 이어서 동메달을 획득했다.

## 참조
- (영어) 타마라 비코바 - 국제 육상 경기 연맹